# Anna Savitskaja
Anna Vladimirovna Savitskaja, född 18 juli 1954 i Leningrad i RSFSR, död 31 december 2021 i Sankt Petersburg i Ryssland, var en rysk filolog och skandinavist, lärare vid Institutionen för skandinaviska och nederländska språk vid Sankt Petersburgs statsuniversitet (1984–2021). Översättare av skönlitteratur, grundare och chef för översättarseminariet i St. Petersburg. Pristagare av Svenska Akademiens pris för introduktion av svensk kultur utomlands.

## Biografi
Anna Savitskaja föddes den 18 juli 1954 i Leningrad. Hon studerade svenska och svensk litteratur vid Leningrad Statliga Universitet och arbetade under studierna som guide och tolk på Intourist. Efter examen började hon undervisa vid samma universitet, där hon sedan verkade fram till sin död 2021. Under sin långa karriär specialiserade hon sig på skandinaviska språk och översättning och inspirerade flera generationer av hängivna specialister.
Anna Savitskaya var en högt kvalificerad tolk och tolkade för bland annat Hennes Majestät Drottning Silvia av Sverige, samt kronprinsessan Victoria under deras besök i St. Petersburg.
Hon var en prisad översättare. Det var tack vare hennes översättningar ryska läsare fick möjlighet att bekanta sig med verk av sådana världsberömda svenska författare som Nobelpristagaren Selma Lagerlöf, Per Olov Enqvist, Carina Burman, Håkan Nesser, Erik Axl Sund, Marie Hermanson, Camilla Läckberg, Stieg Larsson m.fl.
I mer än tio år ledde Anna Savitskaja Svenska översättarseminariet i Sankt Petersburg, som hon anordnade med stöd av Svenska institutet, Kulturrådet och Sveriges generalkonsulat i St. Petersburg. Under hennes ledarskap publicerade seminariet flera samlingar av översättningar, t.ex. år 2022 gavs en översättning av Ulrika Knutsons bok Kvinnor på gränsen till genombrott ut.

## Utmärkelser och priser
För sin stora insats som kulturförmedlare belönades Anna Vladimirovna Savitskaja år 2017 av Svenska Akademien.